# Comité Olímpico Nacional de Turkmenistán
El Comité Olímpico Nacional de Turkmenistán (código COI: TKM) es el Comité Olímpico Nacional que representa a Turkmenistán. Es dirigido por el propio presidente de Turkmenistán, Gurbanguly Berdimuhamedow.